# Donetsk Legion
I Donetsk Legion sono stati una squadra di football americano di Donec'k, in Ucraina.

## Dettaglio stagioni

### Tornei nazionali

#### Campionato

##### Campionato ucraino
| Stagione | regular season | regular season | regular season | regular season | regular season | regular season | playoff | playoff | playoff | playoff | playoff | playoff   | playoff    |
|          | Vin            | Par            | Per            | Tot            | PF             | PS             | Vin     | Per     | Tot     | PF      | PS      | risultato | avversaria |
| -------- | -------------- | -------------- | -------------- | -------------- | -------------- | -------------- | ------- | ------- | ------- | ------- | ------- | --------- | ---------- |
| 2001     | 0              | 0              | 4              | 4              | 39             | 104            | -       | -       | -       | -       | -       | -         | -          |
| Totale   | 0              | 0              | 4              | 4              | 39             | 104            | -       | -       | -       | -       | -       |           |            |

Fonti: Enciclopedia del Football - A cura di Roberto Mezzetti